# Classificados (banda)
Classificados é uma banda portuguesa do Porto. lançam em 2008 o primeiro álbum epónimo, tendo entrado logo nas playlists das rádios nacionais, levando-os a ocupar o primeiro lugar da Associação Fonográfica Portuguesa, durante semanas consecutivas. Em 2010 lançam o seu segundo álbum de originais. A apresentação do novo disco aconteceu num concerto na Casa da Música.

## Discografia

### Álbuns publicados na sua atividade
- 2008- Classificados
- 2010-  Perdidos e Achados

### Singles
- "Rosa"
- "Só em Ti (Me Reconheço)"